# Nasir al Molkmoskee
De Nasir al Molkmoskee (Perzisch: مسجد نصیر الملك; Masjed-e Naseer ol Molk), ook gespeld als Nasir al-Moelkmoskee, is een moskee in de Iraanse stad Shiraz, gelegen nabij het Goade-e-Arabanplein en nabij het beroemde mausoleum Sjah Tsjeragh, de Vakilmoskee en de Vakilbazaar. De moskee werd gebouwd tussen 1876 en 1888 in opdracht van de Kadjaarse leider Mirza Hasan Ali Nasir al Molk. De ontwerpers waren Mohammed Hasan-e-Memar en Mohammed Reza Kashi Paz-e-Shirazi. Tegenwoordig wordt de moskee beheerd door de gelijknamige Nasir al Molkstichting.
In de gevel van de moskee zijn veel gekleurd glas en andere traditionele elementen, zoals panj kāseh-i (vijf concaven) verwerkt. De moskee is vooral bekend door de fraaie reflecties die het gekleurde glas geeft op de vloer wanneer de zon erop schijnt.

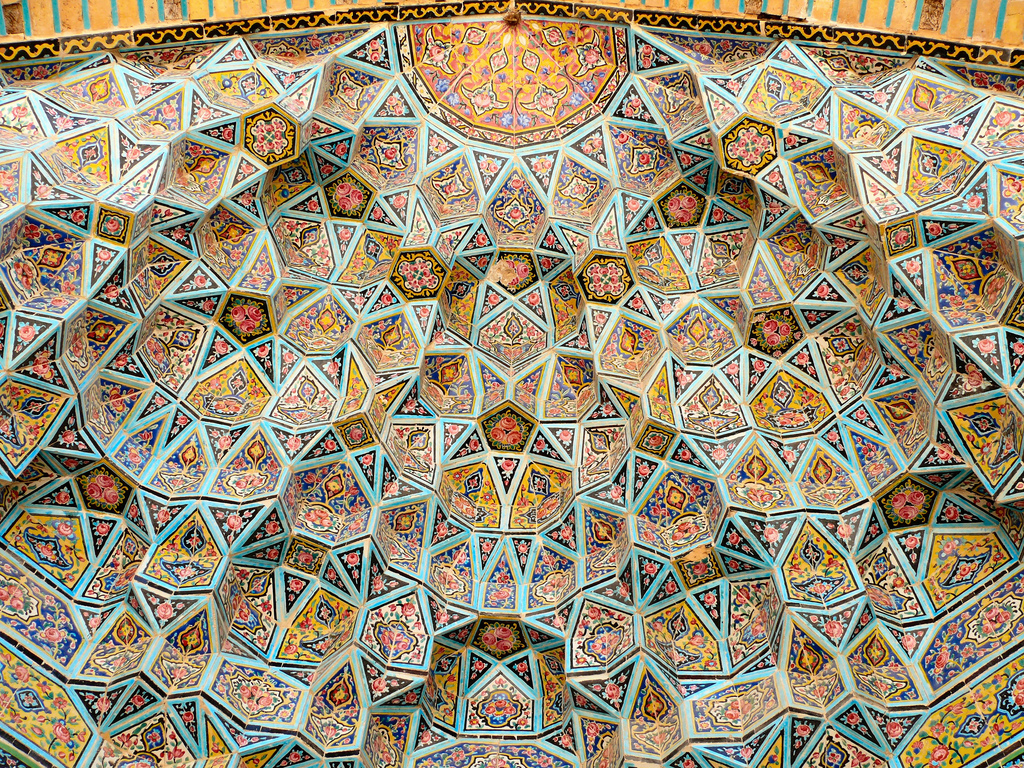
Muqarnas in een van de gewelven
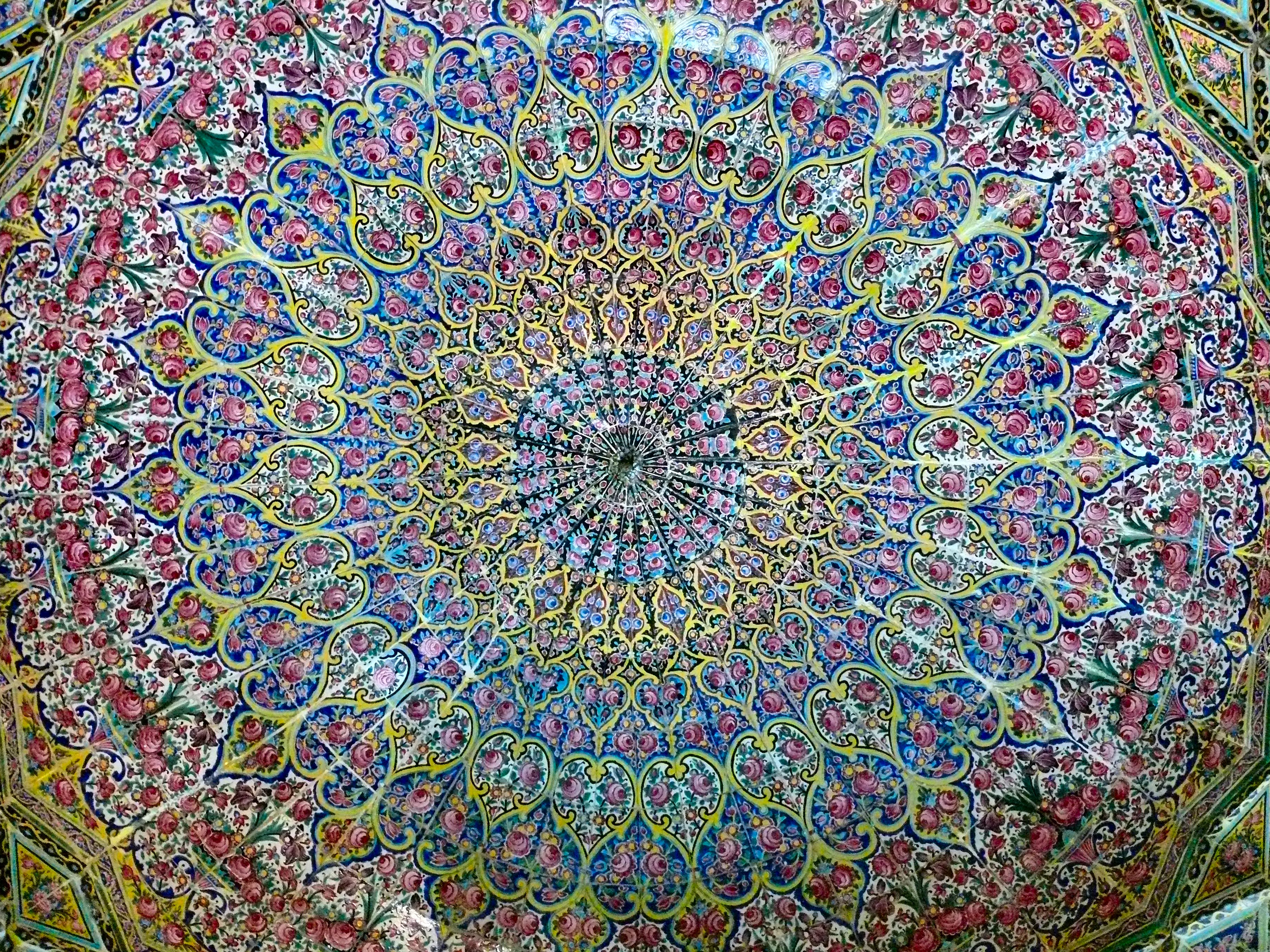
Rozetten in het keramische tegelwerk in de koepel van de gebedsruimte
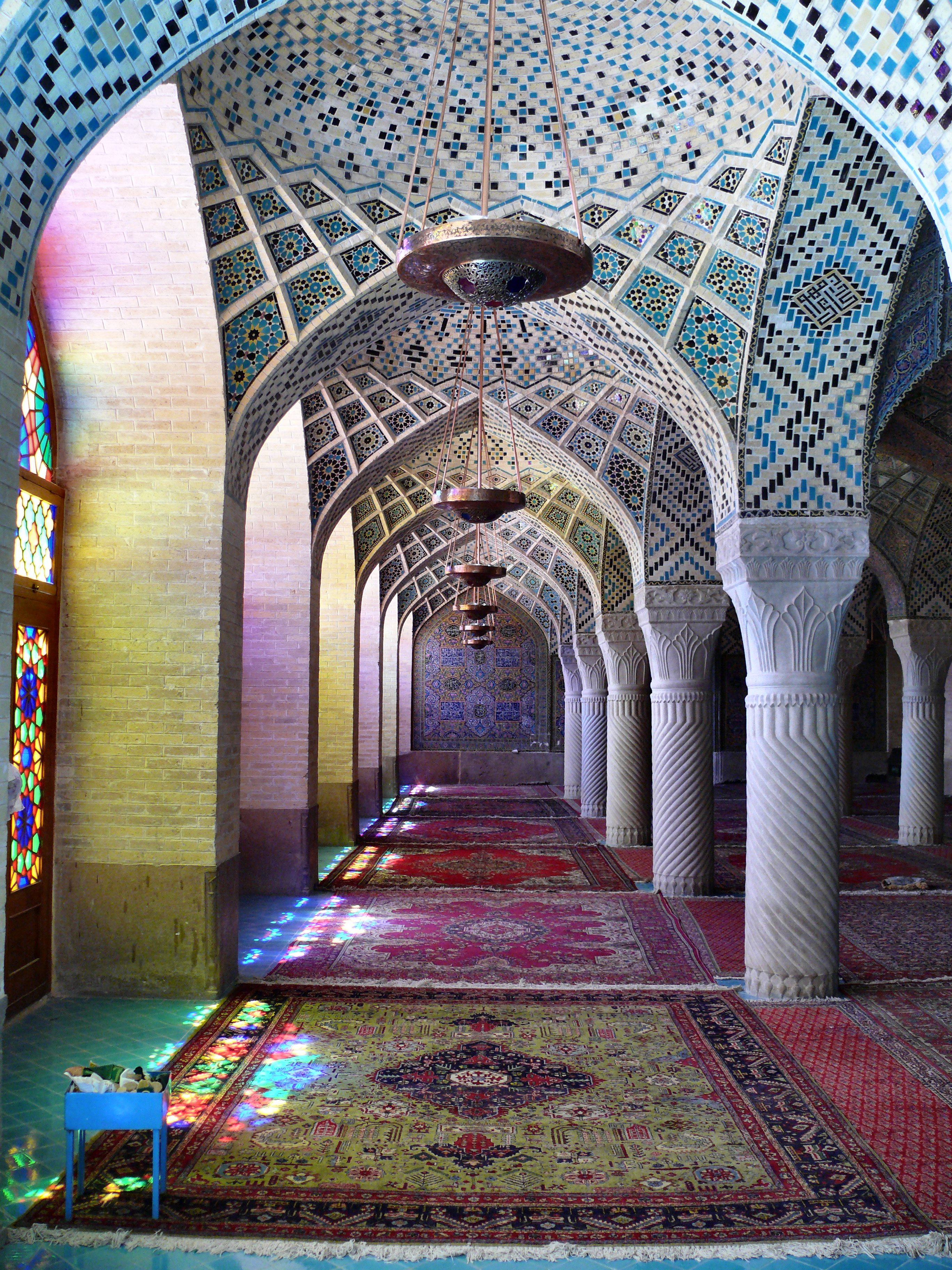
Reflectie van gekleurd glas op de vloer van de moskee
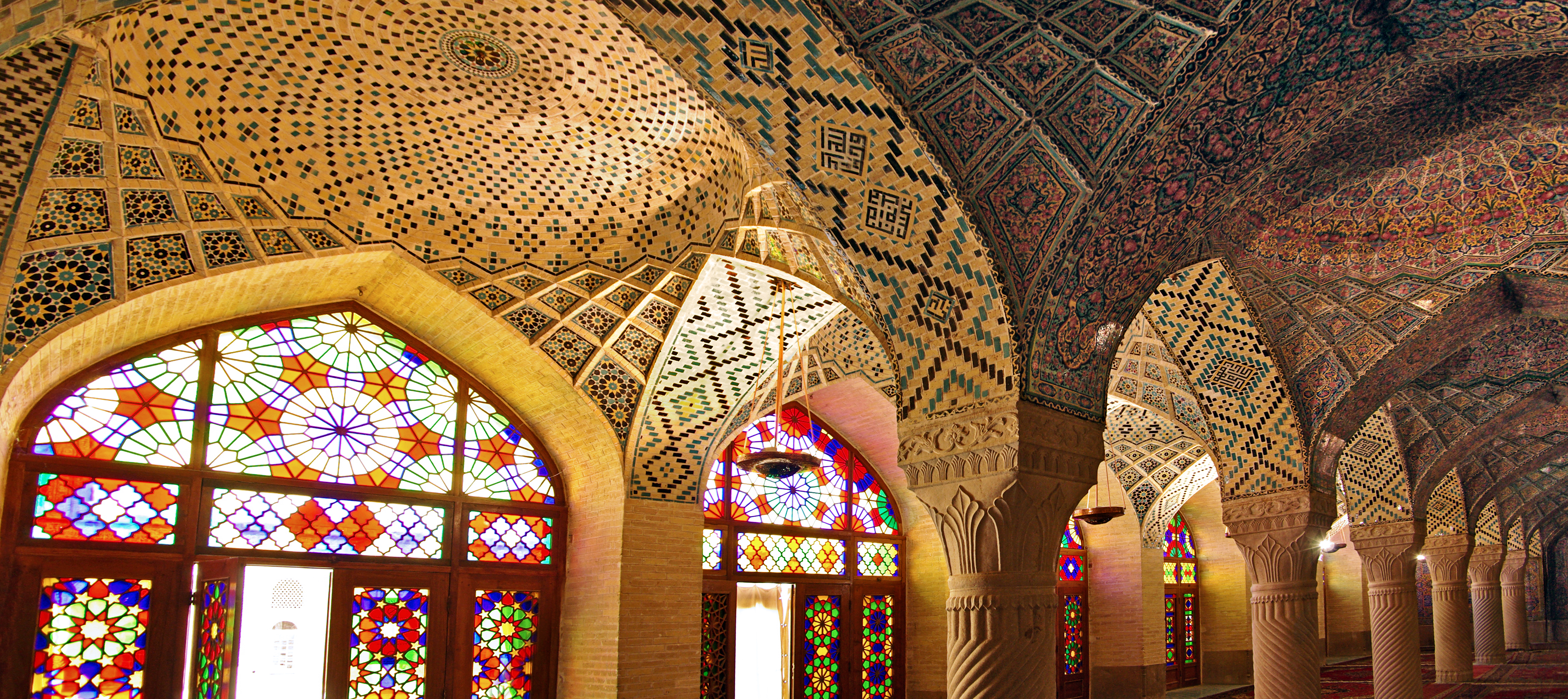
Interieur richting het gekleurde glas
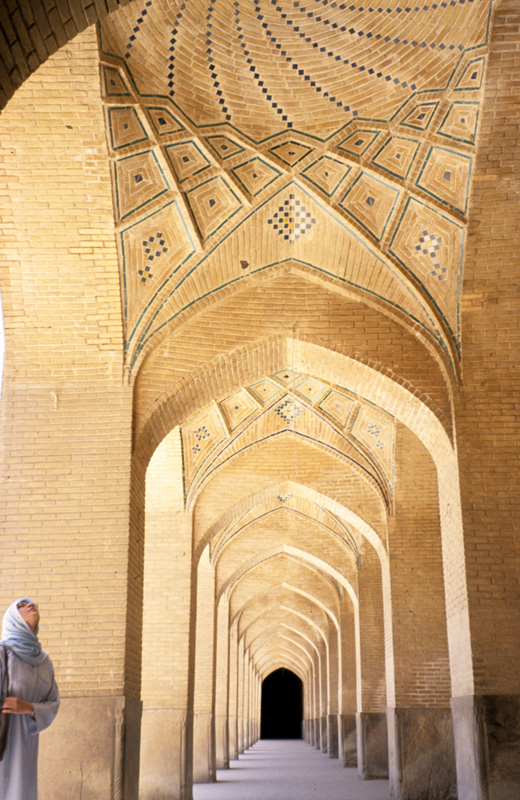
arcade in de Nasir al Molkmoskee
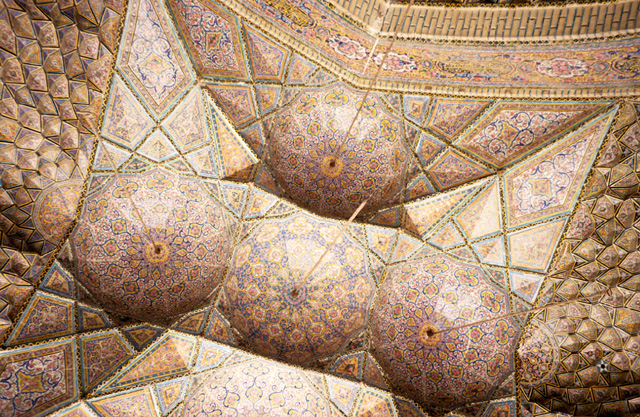
Voorbeeld van panj kāseh-i
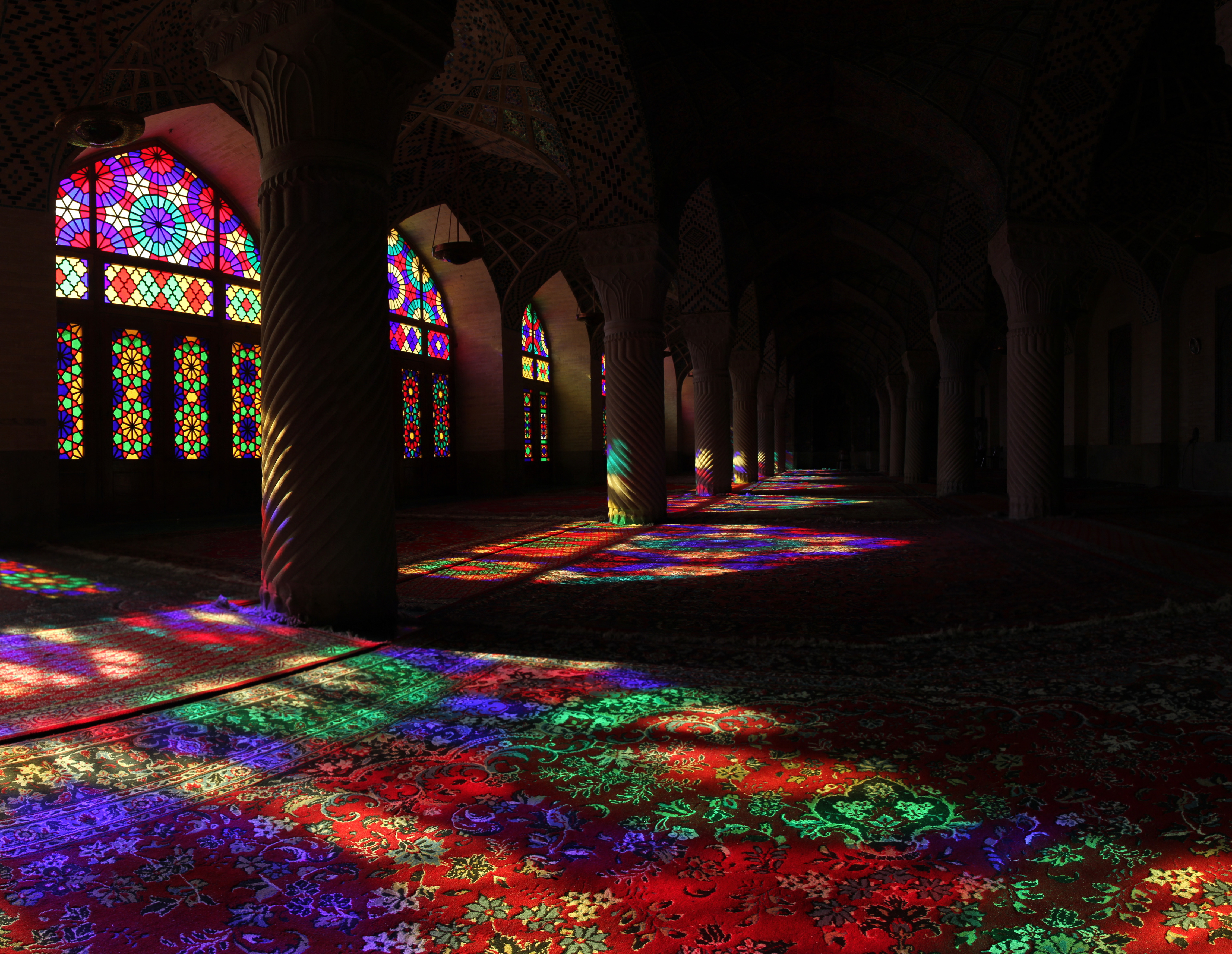